# Fil dentaire
Pour les articles homonymes, voir Fil.

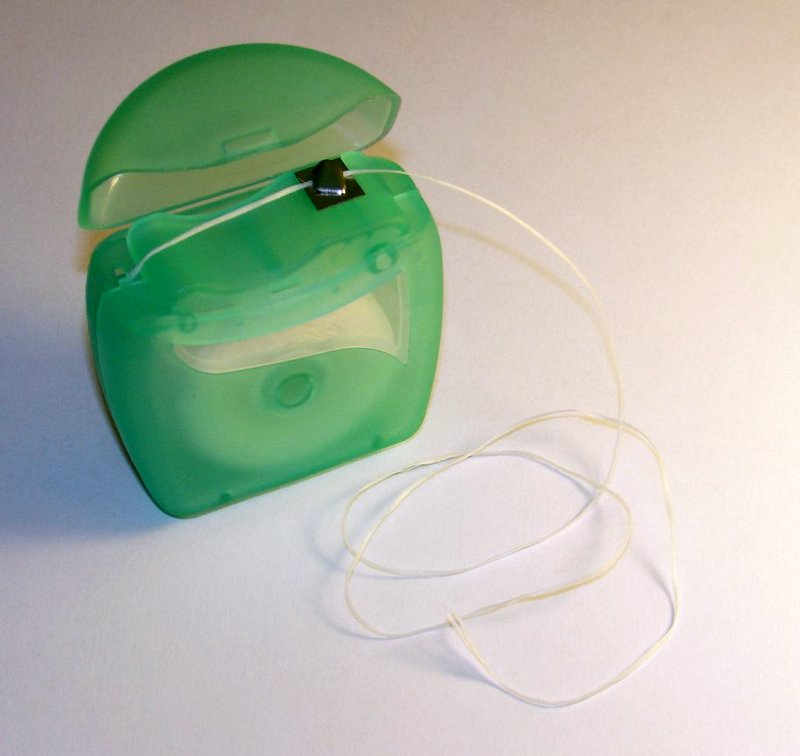
Fil dentaire.

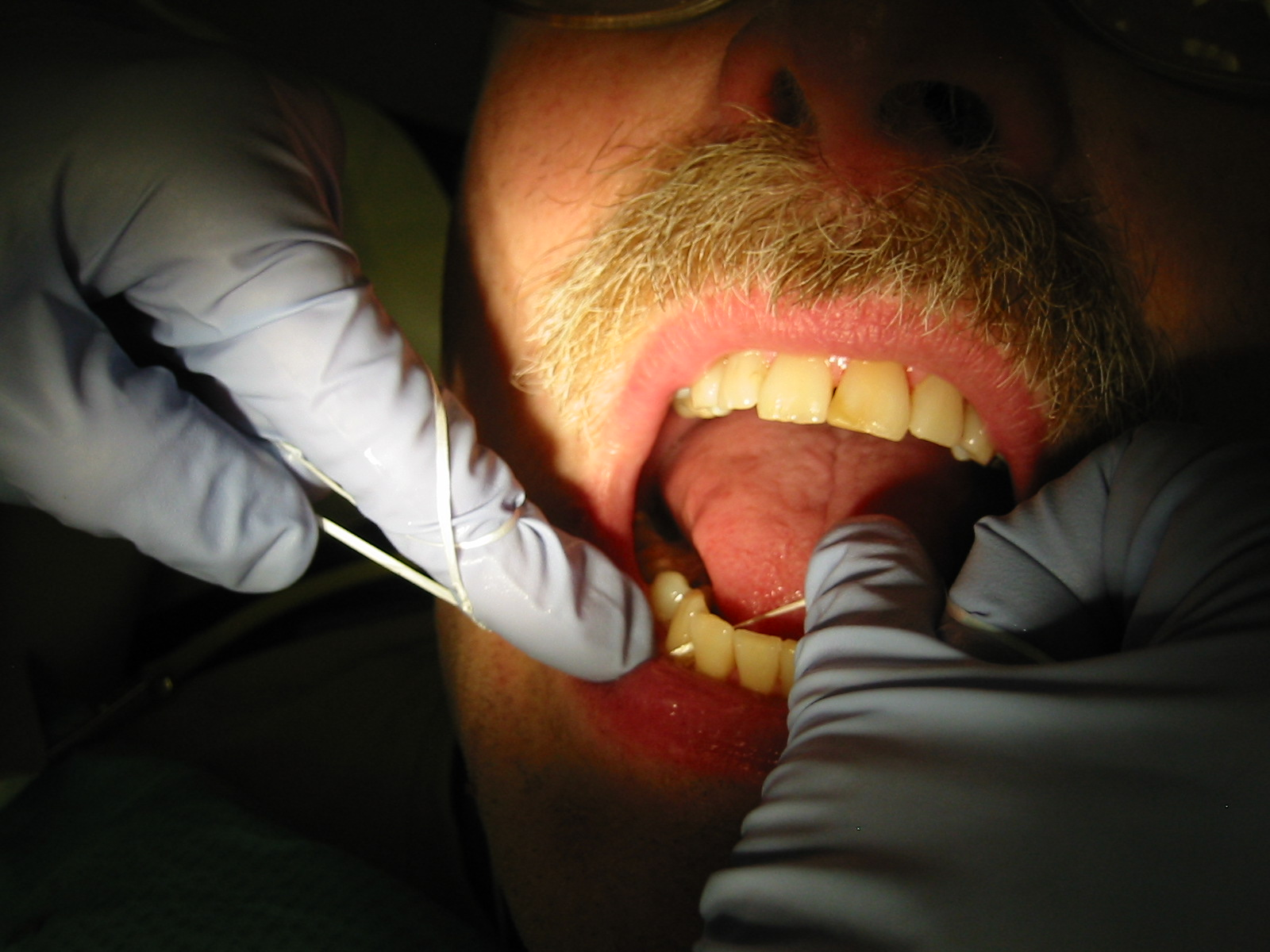
Soins chez un dentiste avec un fil dentaire.

Le fil dentaire, ou soie dentaire au Canada francophone, est souvent considéré comme un complément de la brosse à dents pour l'hygiène bucco-dentaire.  Ce fil est destiné à être passé au niveau « inter-proximal », c'est-à-dire entre chaque dent, pour éliminer la plaque dentaire, zone que la brosse à dents ne peut pas nettoyer. 
L'opération, répétée quotidiennement était supposée réduire l'incidence de certaines pathologies buccales : caries « proximales » (au niveau du point de contact des dents), gingivite et parodontite, mais cette affirmation n'a pas pu être scientifiquement confirmée par les revues d'études et méta-analyses faites sur le sujet.
Notamment quand et où l'espace interdentaire est plus important (en cas de problèmes parodontaux ayant entraîné une récession parodontale, ou en cas de perte de dents), la brosse à dents est active ou des brossettes interdentaires sont parfois utilisées (en complément du brossage, elles semblent plus efficaces que le fil dentaire pour réduire l'inflammation gingivale et abrasent moins la gencive).

## Efficacité
De manière générale le fil dentaire du point de vue du potentiel de réduction de la plaque dentaire est plus efficace que le cure-dents triangulaire, notamment sur les surfaces axiales linguales, mais moins que la brosse à dents seule.
Le fil dentaire étant souvent associé au brossage voire à d'autres mesures d’hygiène buccale, peu d'études ont pu démontrer précisément ses effets et ces études présentent souvent des biais et donc des résultats très différents. 
Une première revue d'étude (2006) a néanmoins porté sur les effets du fil dentaire sur le risque de caries interproximales. En ne retenant pas les études présentant les biais les plus importants, les auteurs ont conclu qu'utiliser du fil dentaire professionnel durant 1,7 an sur les dents de lait (principalement) chez l'enfant diminue effectivement le risque carieux (de 40 %). Un usage tous les trois mois sur une période de 3 ans de fil dentaire professionnel durant 3 ans ou par de jeunes adolescents durant deux ans n'a par contre pas réduit le risque de caries. Cette étude conclut que le fil dentaire est utile et « très efficace » contre les caries interproximales chez les enfants à faible exposition aux fluorures pour réduire le risque de caries interproximales.
Une nouvelle méta-analyse bibliographique, plus complète, publiée en 2008 a examiné les études existantes ayant comparé les effets du brossage des dents aux effets d'un brossage associé à l'usage de fil dentaire. Les auteurs montrent que dans une grande majorité des cas, ces études n'ont pas trouvé d'avantage à associer le fil dentaire au brossage des dents : ni pour la plaque dentaire ni pour les paramètres cliniques de la gingivite. Ils ont conclu qu'aucune preuve scientifique ne démontre l'intérêt d'une utilisation routinière du fil dentaire.
Pour Luís et al. (2017) en termes de réduction des risques d'inflammation de la gencive entre les dents, de saignement gingival ou de croissance de la plaque dentaire entre les dents, et par rapport au rinçage buccal à base d'huiles essentielles après quinze jours de traitement le fil dentaire ne présente pas de différence pour la réduction de l'inflammation gingivale ni pour le saignement, et il se montre nettement moins performant pour réduire l'accumulation de plaque dentaire interproximale
Selon Muniz et al. (2017), son efficacité pourrait être améliorée par une imprégnation du fil par de la chlorhexidine à 2 %

## Composition, matériau
Le fil dentaire, autrefois constitué de soie naturelle est aujourd’hui plus souvent fabriqué en plastique (nylon, en téflon ou en polyéthylène).
Certains types de fil dentaire peuvent :
- être cirés[8],[9] : le fil ciré est plus facile à passer alors que le fil non ciré est plus efficace ;
- être aromatisés ;
- être imprégné d'agents antibactériens ;
- contenir de fluorure de sodium.

Il existe aussi de petites fourches de plastique grâce auxquelles le fil est tendu.

## Utilisation en pratique
Le fil dentaire se présente sous la forme d'une bobine dans une petite boîte. Il faut en prendre une longueur de quarante centimètres environ. Les extrémités sont enroulées autour des majeurs ; le guidage se fait avec les pouces. Le fil tendu est placé entre deux dents ; on effectue un mouvement de va-et-vient pour passer le point de contact. Quand le fil est dans l'espace inter-proximal, on le plaque contre la face d'une dent puis de l'autre, et on ressort. Il faut faire cela entre toutes les dents.

## Effet sur la jonction gencive-dent
Le passage quotidien du fil dentaire arrache des cellules épithéliales de la gencive, ce qui implique une cicatrisation constante de la jonction dento-épithéliale (point d'entrée pour certains microbes potentiellement pathogènes pour la dent, la gencive ou l'os, par exemple sources de parodontopathies). Une étude de 1981 a constaté que de nouvelles cellules épithéliales se rattachent à l'émail après trois jours et qu'elles ne semblent pas présenter de différence avec celles que l'on trouve chez un patient n'ayant pas utilisé de fil dentaire quotidiennement. Et selon l'auteur (J. Waerhaug), « rien n'indiquait que la soie dentaire avait eu des conséquences défavorables ».

## Chez les animaux
Certains primates autres que l'être humain utilisent des « outils » pour se curer les dents, dont l'équivalent du fil dentaire. C'est le cas chez au moins trois espèces de macaques dont l'une utilise parfois du fil de nylon trouvé près des villages,.